# فیرچایلد دورنیه ۳۲۸جت

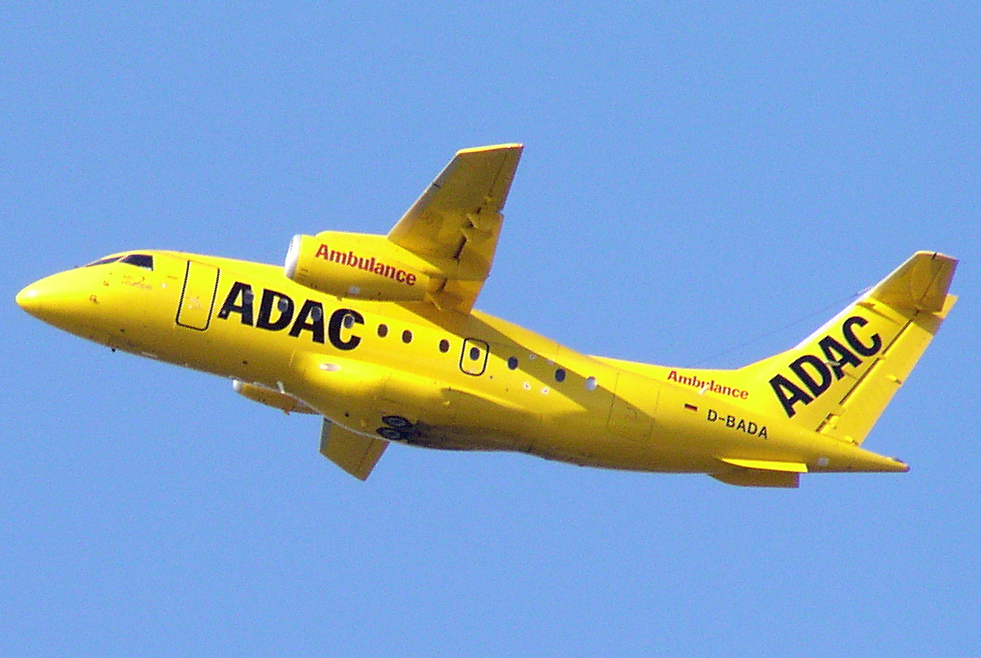
آمبولانس هوایی دورنیه ۳۲۸جت متعلق به ADAC

فیرچایلد دورنیه ۳۲۸جت (به انگلیسی: Fairchild Dornier 328JET) یک هواگرد از نوع هواپیمای مسافربری ساخت شرکت فیرچایلد ایرکرفت در آلمان است. هواگرد دورنیه دو ۳۲۸ جت نخستین پروازش را در ۲۰ ژانویه ۱۹۹۸ میلادی انجام داد. در مجموع، تعداد ۱۱۰ فروند از این هواگرد ساخته شده‌است.

## مشخصات
دورنیه ۳۲۸جت دارای دو موتور توربوفن در زیر دو بال است.
- فاصله نوک دو بال: ۲۱ متر
- طول: ۲۱٫۱۱ متر
- ارتفاع: ۷٫۲۴ متر
- ظرفیت مسافر: ۳۰ تا ۳۳ نفر
- بیشینه سرعت: ۷۵۰ کیلومتر بر ساعت
- محدوده پرواز: ۳۷۰۵ کیلومتر
- سقف پرواز: ۱۱۰۰۰ متر